# Mircea Vodă (okręg Konstanca)
Mircea Vodă – wieś w Rumunii, w okręgu Konstanca, w gminie Mircea Vodă. W 2011 roku liczyła 1922 mieszkańców.